# Seiko

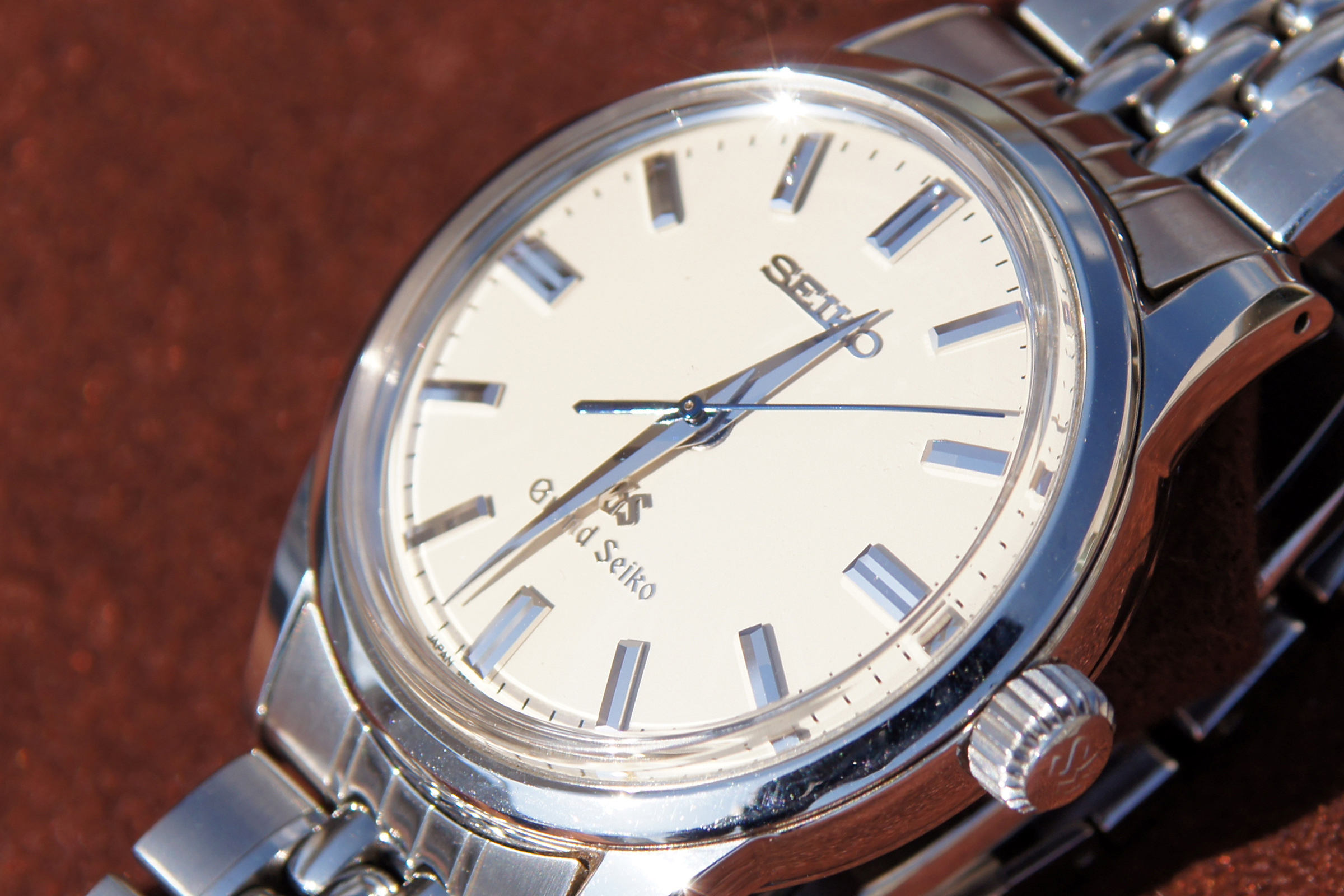
Grand Seiko SBGW005

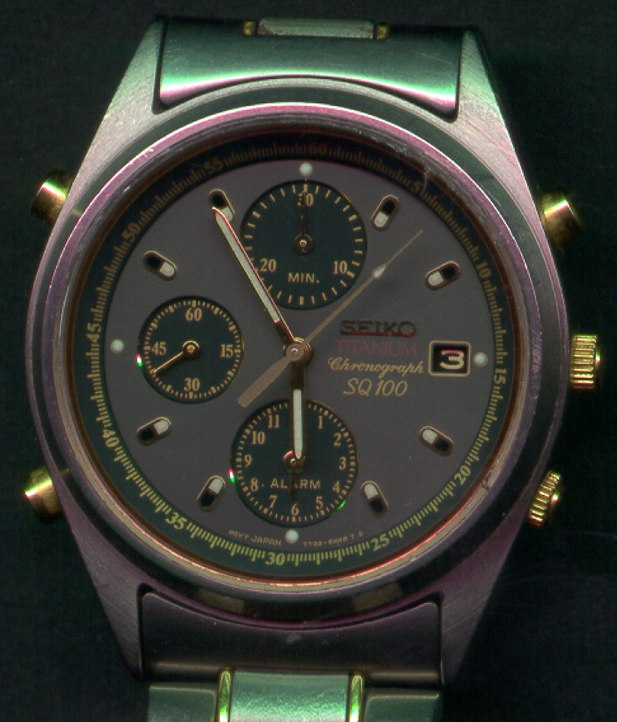
Seiko titanium

De Seiko Holdings Corporation, meestal afgekort tot Seiko is een Japans fabrikant van onder andere uurwerken en brillen. De Seiko Corporation heeft haar hoofdkantoor in Tokio, heeft een omzet van ruim 200 miljard Yen en heeft wereldwijd bijna 7.000 werknemers in dienst. Het bedrijf dankt zijn bekendheid vooral aan zijn polshorloges. 
Seiko werd in 1881 opgericht door Kintaro Hattori, toen deze in Tokio een klokkenwinkel opende. Elf jaar na dato begon hij met de productie van klokken onder de naam Seikosha (huis van perfectie).
De Seiko Holdings Corporation ligt ten grondslag aan de huidige Seiko Group, die uiteenvalt in de Seiko Holdings Corporation, Seiko Instruments en de Seiko Epson.
Dit bedrijf is de divisie die zich vandaag de dag bezighoudt met de productie van onder andere horloges, sieraden en brillen, maar ook bijvoorbeeld golfclubs, halfgeleiders, precisiemeetinstrumenten en scheerapparaten. Seiko was de eerste onderneming die het kwartshorloge op grote schaal produceerde. Seiko draagt zorg voor de tijdwaarneming bij tal van grote sportevenementen waaronder de Olympische Spelen, de WK Atletiek en het WK voetbal.